# みずほプライベートウェルスマネジメント
株式会社みずほプライベートウェルスマネジメント（英文名：Mizuho Private Wealth Management Co.,Ltd.）は、みずほグループの傘下の一社で、個人資産家に対して資産運用の提案等を手がける企業。

## 概要
2005年10月1日、株式会社みずほフィナンシャルグループを物的分割した上で、株式会社みずほホールディングスの人的分割を行い、両社の富裕個人向け営業を承継する形で設立された。
当社は、みずほフィナンシャルグループのプライベートバンキング部門として設立された。これは邦銀としては、はじめての試みであり純資産10億円以上の顧客を営業対象としている。